# Upogebia stellata
Upogebia stellata is een tienpotigensoort uit de familie van de Upogebiidae. De wetenschappelijke naam van de soort werd in 1808 voor het eerst geldig gepubliceerd in door George Montagu.